# Амариллис
Амари́ллис (лат. Amaryllis) — олиготипный род однодольных растений семейства Амариллисовые (Amaryllidaceae). Выделен шведским систематиком Карлом Линнеем в 1753 году.
Популярное декоративное комнатное растение, часто встречающееся под этим названием, на самом деле является гибридным гиппеаструмом — настоящие амариллисы в домашних условиях практически не выращиваются.

## Систематика
Род традиционно считался монотипным с единственным видом Амариллис белладонна (Amaryllis belladonna), однако по современной классификации в него включается уже три таксона:
- Amaryllis bagnoldii (Herb.) Traub & Uphof
- Amaryllis belladonna L. typus
- Amaryllis paradisicola Snijman

Ранее в род Амариллис включались многочисленные виды, которые сейчас выделены в род Гиппеаструм (Hippeastrum), но по-прежнему ошибочно называются амариллисами.

## Распространение
В дикой природе представители рода являются эндемиками Капской провинции ЮАР. Занесены в Австралию.

## Ботаническое описание
Мезофиты.
Многолетние травянистые луковичные растения.
Листья прикорневые, размещены в два ряда.
Цветки собраны в зонтиковидное соцветие; имеют плотные цветоносы, в соцветии по 2—12 цветков. Цветут осенью, в безлистном состоянии, воронковидные цветы достигают диаметра 8 см.
Плод — раскрывающаяся коробочка, семена могут иметь придатки в виде крылышек.
Число хромосом 2n = 22.

## В астрономии
В честь амариллиса назван астероид (1085) Амариллис, открытый в 1927 году немецким астрономом Карлом Райнмутом в Гейдельбергской обсерватории.